# Louvre-Rivoli
Louvre - Rivoli è una stazione della linea 1 della metropolitana di Parigi. 

## Strutture e impianti
Si trova presso il Museo del Louvre e Rue de Rivoli; fu inaugurata per la prima volta nel 1900 con il nome di Louvre.
Nel 1968 le banchine della stazione furono decorate con copie di arte antica del Louvre. Fu la prima stazione della metropolitana a essere decorata culturalmente. Nel 1989 la stazione cambiò il suo nome in quello attuale, quando fu aperto un accesso diretto al museo presso la stazione successiva, Palais Royal - Musée du Louvre.